# Yanhuang Chunqiu
Yanhuang Chunqiu (chinesisch 炎黄春秋, Pinyin Yánhuáng Chūnqiū, »Annalen des Flammen und Gelben Kaisers«) war eine chinesische Monatszeitschrift, die von 1991 bis 2016 erschien, zahlreiche kontroverse Themen behandelte und als seine der »liberalsten« Zeitschriften Chinas galt.

## Geschichte
Yánhuáng Chūnqiū wurde im Jahr 1991 von pensionierten Funktionären der Kommunistischen Partei Chinas gegründet.
Viele der älteren Mitarbeiter standen den reformorientierten KP-Kadern Hú Yàobāng und Zhào Zǐyáng nahe. Nach dem Tod von Hú, der Niederschlagung der Protestbewegung des Jahres 1989 (»Tian’anmen-Massaker«) und der darauf folgenden Bekämpfung von Liberalisierungstendenzen fanden diese Kader bei Yánhuáng Chūnqiū eine Diskussionsplattform unter dem Deckmantel historischer Erörterungen und unter dem Schutz der immer noch einflussreichen Redakteure. Der erste Leiter der Redaktion war Dù Dǎozhèng, ein Kader aus dem chinesischen Pressewesen und Mitarbeiter von Zhào Zǐyáng, der u. a. die Veröffentlichung der Memoiren von Zhào organisierte. Die Zeitschrift wurde u. a. von Máo Zédōngs ehemaligem Sekretär Lǐ Ruì und von Xí Zhòngxūn protegiert. So konnten in Yánhuáng Chūnqiū beispielsweise Artikel erscheinen, die von der ebenfalls »liberalen« Wochenzeitschrift Nánfāng Zhōumò abgelehnt oder zurückgezogen werden mussten.
Eine Schlüsselfigur in der Redaktion war der ehemalige Xīnhuá-Journalist Yáng Jìshéng, der u. a. für sein Buch über die Hungersnot nach dem Großen Sprung Vorwärts bekannt wurde.
2011 erklärte Wú Sī, der Chefredakteur von Yánhuáng Chūnqiū, in einem Interview mit der Zeit die Strategie der Zeitschrift, Debatten über die Geschichte Chinas als Spiegel für gegenwärtige Probleme zu nutzen:
Nehmen Sie nur die Frage, wie sich das kaiserliche China der Modernisierung im späten 19. und frühen 20. Jahrhundert gestellt hat – die ist von großer Aktualität. Das Zögern des Kaiserhauses, Reformen voranzutreiben, wie Intellektuelle sie damals gefordert haben … Da gibt es durchaus Parallelen zu heute. Und natürlich steht dahinter die Frage: Wie viel Reform verträgt und braucht das heutige China, damit es nicht wie 1911 zu einem Umsturz kommt, zu einer Revolution, die womöglich blutig verläuft? Eine andere Frage lautet: Weshalb sind in der Folge autoritäre Regime an die Macht gekommen? Wieso hat es keinen dauerhaften demokratischen Wandel gegeben? …
Die heutigen Kritiker der Partei fordern etwas, wofür einst die Kommunisten selbst gekämpft haben! Innerhalb der kommunistischen Tradition gibt es eben auch demokratische Elemente. Warum sollte man heute nicht daran anknüpfen? Eine andere Möglichkeit ist es, in der Geschichte der Kuomintang nach liberalen Traditionen zu forschen, denn deren Herrschaft war ebenso facettenreich. Dabei könnte durchaus auch Taiwan, das 1987 den Weg zur Demokratie eingeschlagen hat, ein Vorbild sein.
Artikel in Yánhuáng Chūnqiū plädierten u. a. für Pressefreiheit, Rechtsstaatlichkeit, »demokratischen Sozialismus« nach dem Vorbild skandinavischer Staaten, erinnerten an »gesäuberte« Politiker und Beispiele für Unterdrückung durch Regierungsorgane. Die Zeitschrift veröffentlichte häufig Erinnerungen, Briefe und andere Dokumente bekannter Persönlichkeiten, die unorthodoxe Darstellungen historischer Ereignisse und Personen enthielten.
Ein Artikel, der besondere Aufmerksamkeit erregte, war ein achtseitiger Beitrag von Xiè Tāo, dem ehemaligen stellvertretenden Rektor der Volksuniversität in Běijīng, im Februar 2007 unter dem Titel »Das Modell des demokratischen Sozialismus und die Zukunft Chinas«. Darin schrieb Xiè unter anderem:
Die Nichte von Leonid I. Breshnew, dem ehemaligen Generalsekretär der Kommunistischen Partei der Sowjetunion, schrieb in ihren Memoiren, wie Breshnew zu seinem Bruder sagte: »Ach was, Kommunismus. Das ist doch leeres Geschwätz, um das einfache Volk zu bequatschen.« Der Fehler der Führung der ehemaligen Sowjetunion bestand nicht darin, das Ziel des Kommunismus aufzugeben – sobald sie erkannt hatten, dass das eine unrealistische Fantasie war, sollten sie es natürlich aufgeben –, sondern dass sie mit einer Theorie, an die sie selbst nicht mehr glaubten, als offizieller Ideologie weiterhin das Volk betrogen. …
Ich frage mich oft, ob die Deutschen Marx nicht besser verstehen und ob die Russen Lenin nicht besser verstehen [als wir], so wie wir Konfuzius besser verstehen als die Ausländer. Warum müssen wir den Teil des Marxismus vergöttern, der dem realen Leben nicht entspricht und den die Deutschen abgeschafft haben, und den Leninismus, den die Russen aufgegeben haben? Warum müssen wir dieses Banner hochhalten?
Meist wurde Kritik in Yánhuáng Chūnqiū jedoch nicht so unverblümt geäußert.
Im April 2015 soll das Staatliche Hauptamt für Presse, Verlagswesen, Rundfunk und Fernsehen (Guójiā xīnwén chūbǎn guǎngdiàn zǒngjú 国家新闻出版广电总局) die Redaktion gewarnt haben, dass seit Beginn des Jahres 37 Artikel, die in Yánhuáng Chūnqiū erschienen waren, politische Richtlinien verletzt hatten. Yáng Jìshéng musste als stellvertretender Chefredakteur von Yánhuáng Chūnqiū zurücktreten.
Mitte 2015 betrug die Auflage der Zeitschrift noch 150 000 Exemplare, wovon ein großer Teil im Abonnement vertrieben wurde. Der Druck der Regierung auf die Redakteure nahm jedoch ständig zu.
Im Juli 2016 wurde die Zeitschrift nicht sofort eingestellt, aber die Regierung führte eine »feindliche Übernahme« durch: Die ursprünglichen Redakteure (darunter Dù Dǎozhèng) wurden entlassen bzw. pensioniert und durch linientreue Hardliner ersetzt, darunter den bekannten Autor und Oberst der Luftstreitkräfte Dài Xù. Im August erschien noch eine Nummer, doch es sollte die letzte Ausgabe sein.